# Хулио Перес
Хулио Перес (на испански: Julio Pérez) е уругвайски футболист, нападател и треньор.

## Кариера
Започва кариерата си в Расинг Монтевидео през 1946 г. Дебютира в първа дивизия през 1948 г. като част от Ривър Плейт.
От 1950 г. до 1957 г. играе за Насионал Монтевидео, като става шампион на Уругвай 4 пъти. Има 22 мача и 9 гола за националния отбор на Уругвай от 1950 до 1952 г. През 1950 г., като част от отбора, той става световен шампион. Участник в шампионата на Южна Америка през 1955 г.
През 1957 г. играе в Бразилия за Интернасионал. Година по-късно Перес се завръща в Уругвай и играе професионален футбол до 1960 г. в Суд Америка. След това той прекарва 3 години в регионалните аматьорски лиги на Канелонес, Лавалея и Рочи.
След края на кариерата си е треньор в различни уругвайски клубове. През 1980 г. води парагвайския Олимпия (Асунсион), а след това и мексиканския клуб Веракрус.
Хулио Перес умира на 22 септември 2002 г. в Монтевидео.

## Отличия

### Отборни
Насионал Монтевидео
- Примера дивисион де Уругвай: 1950, 1952, 1955, 1956

### Международни
Уругвай
- Световно първенство по футбол: 1950